# Andrea Spendolini-Sirieix
Andrea Spendolini-Sirieix (* 11. September 2004 in London) ist eine britische Wasserspringerin.

## Erfolge
Andrea Spendolini-Sirieix sicherte sich ihre ersten internationalen Medaillen bei den 2021 ausgetragenen Europameisterschaften 2020 in Budapest, als sie im Turmspringen den dritten Platz belegte und mit Noah Williams im Mixed-Synchronspringen vom Zehn-Meter-Turm Zweite wurde. Bei den ebenfalls 2021 ausgetragenen Olympischen Spielen 2020 in Tokio schloss sie den Wettkampf im Turmspringen auf dem siebten Platz ab. Ein Jahr darauf sicherte sie sich im Mixed-Team-Wettkampf der Weltmeisterschaften in Budapest die Bronzemedaille. Noch erfolgreicher verliefen die Commonwealth Games 2022 in Birmingham, bei denen sie sowohl im Turmspringen als auch im Mixed-Synchronspringen mit Noah Williams die Goldmedaille gewann. Darüber hinaus belegte sie mit Eden Cheng im Synchronspringen den zweiten Platz. Bei den Europameisterschaften gewann Spendolini-Sirieix 2022 in Rom mit Gold im Turmspringen und im Synchronspringen mit Lois Toulson ebenfalls zwei Titel. Mit der gemischten Mannschaft gelang ihr mit Rang drei eine weitere Podestplatzierung.
Spendolini-Sirieix wurde 2023 in Fukuoka mit Lois Toulson hinter Chen Yuxi und Quan Hongchan aus China Vizeweltmeisterin. Ein Jahr darauf belegte Spendolini-Sirieix bei den Weltmeisterschaften in Doha im Turmspringen und auch im Synchronspringen mit Toulson jeweils Rang drei, während sie im Mixed Team zusammen mit Tom Daley, Daniel Goodfellow und Scarlett Mew Jensen der Titelgewinn gelang.
Spendolini-Sirieix nahm bei den Olympischen Spielen 2024 in Paris an zwei Wettbewerben vom Zehn-Meter-Turm teil. Im Turmspringen zog sie nach Rang vier in der Vorrunde und Rang drei im Halbfinale ins Finale ein, das sie auf dem sechsten Platz abschloss. Im Synchronspringen erzielte sie mit Lois Toulson insgesamt 304,38 Punkte, womit sie hinter den mit 359,10 Punkten siegreichen Chinesinnen Chen Yuxi und Quan Hongchan und den Nordkoreanerinnen Jo Jin-mi und Kim Mi-rae, die mit 315,90 Punkten Platz zwei belegten, Dritte wurden und die Bronzemedaille gewannen.

## Familie
Spendolini-Sirieix’ Vater Fred Sireix ist ein Maître d’hôtel und eine Persönlichkeit im britischen Fernsehen. Er wirkte unter anderem in Gordon, Gino and Fred: Road Trip mit und fungiert seit 2013 als Gastgeber der britischen Originalproduktion von First Dates.